# 増田町 (宮城県)
増田町（ますだまち）は、昭和30年（1955年）まで宮城県名取郡に存在していた町。現在の名取市中心部にあたり、名取市役所および東北本線名取駅の所在地である。

## 沿革
- 明治22年（1889年）4月1日 - 町村制施行にともない、増田村、田高村、手倉田村、上余田村及び下余田村の区域をもって増田村が発足する。
- 明治29年（1896年）6月30日 - 町制施行し、増田町となる。
- 昭和30年（1955年）4月1日 - 増田町、閖上町、下増田村、高舘村、館腰村及び愛島村が合併し、名取町が発足する。

## 行政

### 歴代村長
| 代 | 氏名       | 就任                      | 退任                      | 備考 |
| -- | ---------- | ------------------------- | ------------------------- | ---- |
| 1  | 大友徳兵衛 | 明治22年（1889年）4月23日 | 明治25年（1892年）4月22日 |      |
| 2  | 大友豊吉   | 明治26年（1893年）4月23日 | 明治27年（1894年）7月16日 |      |
| 3  | 大友徳兵衛 | 明治27年（1894年）7月27日 | 明治29年（1896年）6月29日 | 再任 |

### 歴代町長
| 代      | 氏名         | 就任                      | 退任                       | 備考         |
| ------- | ------------ | ------------------------- | -------------------------- | ------------ |
| 1       | 大友徳兵衛   | 明治29年（1896年）6月30日 | 明治31年（1898年）7月26日  | 村長より留任 |
| 2       | 佐藤玉之助   | 明治31年（1898年）7月26日 | 明治34年（1901年）2月2日   |              |
| 3〜4    | 高橋彦郎兵衛 | 明治34年（1901年）2月10日 | 明治42年（1909年）2月17日  |              |
| 5       | 阿部清太郎   | 明治42年（1909年）2月27日 | 大正3年（1914年）9月15日   |              |
| 6       | 星良平       | 大正4年（1915年）7月8日   | 大正8年（1919年）4月1日    |              |
| 7       | 佐藤玉之助   | 大正8年（1919年）5月2日   | 昭和7年（1932年）7月17日   | 再任         |
| 8       | 佐々木甚助   | 昭和7年（1932年）9月28日  | 昭和8年（1933年）3月25日   |              |
| 9       | 庄司倉吉     | 昭和8年（1933年）5月28日  | 昭和10年（1935年）1月18日  |              |
| 10      | 柿沼賢吾     | 昭和10年（1935年）3月26日 | 昭和14年（1939年）3月25日  |              |
| 11      | 庄司倉吉     | 昭和14年（1939年）3月31日 | 昭和16年（1941年）3月5日   | 再任         |
| 12      | 山田重吉     | 昭和16年（1941年）4月1日  | 昭和20年（1945年）3月31日  |              |
| 13      | 立沢喜代治   | 昭和20年（1945年）4月1日  | 昭和21年（1946年）11月30日 |              |
| 14 - 15 | 鹿又峯治     | 昭和22年（1947年）4月5日  | 昭和30年（1955年）3月31日  |              |

## 交通

### 鉄道
- 国鉄東北本線：増田駅
- 増東軌道：増田駅 - 町裏駅 - 下余田駅 - 円満寺駅
※増東軌道は昭和14年（1939年）に廃止

### 道路
- 国道4号